# Keith DeCandido
Keith Robert Andreassi DeCandido (nascut el 18 d'abril de 1969) és un escriptor i músic estatunidenc de ciència-ficció i fantasia, que treballa en còmics, novel·les, jocs de rol i videojocs, incloent-hi nombrosos llibres relacionats amb els mitjans de comunicació per a propietats com ara Star Trek, Buffy the Vampire Slayer, Doctor Who, Supernatural, Andromeda, Farscape, Leverage, Spider-Man, X-Men, Sleepy Hollow i Stargate SG-1.

## Primers anys de vida

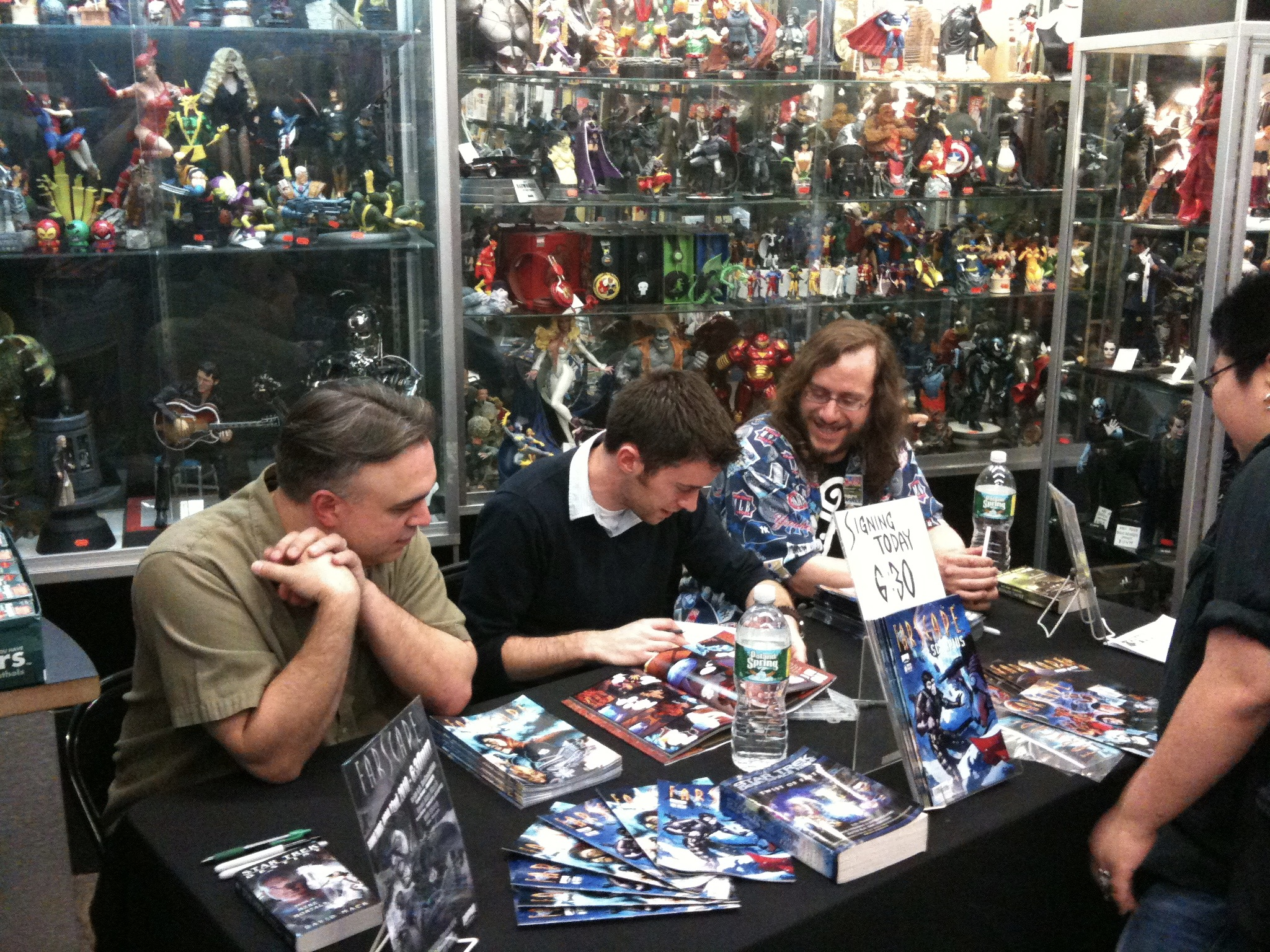
(D'esquerra a dreta:) David Alan Mack, Will Sliney i DeCandido signant a Forbidden Planet a Manhattan, 22 d'abril de 2010

DeCandido va néixer al Bronx de la ciutat de Nova York, fill de Robert L. DeCandido i GraceAnne Andreassi DeCandido. Afirma haver estat un fan de Star Trek fins i tot abans del seu naixement, ja que els seus pares eren fans de Star Trek (sèrie original).
DeCandido va assistir a la New Rochelle Academy i a la Halstead School, i després a la Cardinal Spellman High School al Bronx abans d'assistir a la Universitat de Fordham. Mentre estudiava a la Universitat de Fordham, DeCandido va treballar com a editor i escriptor d'un dels diaris universitaris, anomenat simplement "el diari".

## Carrera
Després de graduar-se, DeCandido va treballar com a editor en diverses editorials. Juntament amb John S. Drew, a la dècada del 1990 va coproduir un programa de televisió per cable a Manhattan sobre ciència-ficció anomenat "The Chronic Rift", que també va copresentar. DeCandido, Drew i altres van reviure el programa com a podcast el 2008. DeCandido also used to host his own monthly podcast, Dead Kitchen Radio, on hiatus as of February 2019.
Tot i que DeCandido va passar gran part de la seva carrera escrivint ficció de "Star Trek", també ha escrit articles relacionats amb altres sèries populars de ciència-ficció i fantasia, com ara Buffy the Vampire Slayer, Doctor Who, Supernatural, Stargate SG-1, Sleepy Hollow, Farscape i Leverage, així com còmics (Spider-Man, X-Men), pel·lícules (Cars, Serenity, Alien), jocs de rol (Dungeons & Dragons) i videojocs (World of Warcraft, StarCraft, Command & Conquer, Resident Evil). També ha escrit ficció en universos de la seva pròpia creació: Dragon Precinct i les seves seqüeles, un procedimental policíac d'alta fantasia; històries curtes de fantasia urbana ambientades a Key West sobre una imant de rareses anomenada Cassie Zukav, que descobreix que és una Dís; les aventures de Bram Gold, novel·les de fantasia urbana ambientades al Bronx; Super City Cops, novel·les, novel·les curtes i històries curtes que presenten policies en una ciutat plena de superherois; i Supernatural Crimes Unit, una sèrie de fantasia urbana que debutarà el 2025 del segell Weird Tales Presents de Blackstone Publishing. També ha editat o coeditat diverses antologies, com ara OtherWere (amb Laura Anne Gilman), Urban Nightmares (amb Josepha Sherman), Imaginings, Double Trouble: An Anthology of Two-Fisted Team-Ups (amb Jonathan Maberry), The Four ???? of the Apocalypse (amb Wrenn Simms), la col·lecció Doctor Who Short Trips: The Quality of Leadership, i les antologies Star Trek New Frontier: No Limits (amb Peter David), Tales of the Dominion War i Tales from the Captain's Table.
El 2009, DeCandido va ser nomenat Gran Mestre per l'Associació Internacional d'Escriptors Vinculats als Mitjans de Comunicació.
Ha escrit revisions per a Reactor Magazine (anteriorment Tor.com) des del 2011, incloent-hi Star Trek: La sèrie original, Star Trek: La nova generació, Star Trek: Deep Space Nine, Star Trek: Voyager, Star Trek: Enterprise, Stargate, Batman 1966, "4-Color to 35-Millimeter: The Great Superhero Movie Rewatch," sobre totes les pel·lícules de superherois d'acció real basades en un còmic, i Babylon 5. DeCandido també escriu crítiques i comentaris per a Tor.com, incloent-hi crítiques de moltes adaptacions televisives de còmics i de les noves sèries de Star Trek Star Trek: Discovery, Star Trek: Picard, Star Trek: Lower Decks, Star Trek: Strange New Worlds, Star Trek: Prodigy, i Short Treks.

## Vida personal
DeCandido és un àvid fanàtic del beisbol, en particular dels New York Yankees. Ha col·laborat en el passat tant al blog Replacement Level Yankees com a Pinstripe Alley, i actualment treballa com a editor independent ocasional per a la Society for American Baseball Research.

### Novel·lesStar Trek
- The Next Generation - Diplomatic Implausibility (2001), ISBN 0-671-78554-0
- Deep Space Nine - Gateways: Demons of Air and Darkness (2001), ISBN 0-7434-1852-2
- The Brave and the Bold (2002), ISBN 0-7434-1922-7 (Book 1), ISBN 0-7434-1923-5 (Book 2)
- The Lost Era - The Art of the Impossible (2003), ISBN 0-7434-6405-2
- I.K.S. Gorkon - A Good Day to Die (2003), ISBN 0-7434-5714-5
- I.K.S. Gorkon - Honor Bound (2003), ISBN 0-7434-5716-1
- The Next Generation - A Time for War, A Time for Peace (2004), ISBN 0-7434-9179-3
- Ferenginar: Satisfaction Is Not Guaranteed in Worlds of Deep Space Nine Volume 3 (2005), ISBN 0-7434-8353-7
- I.K.S. Gorkon - Enemy Territory (2005), ISBN 1-4165-0014-6
- Articles of the Federation (2005), ISBN 1-4165-0015-4
- The Mirror-Scaled Serpent in Mirror Universe - Obsidian Alliances (2007), ISBN 0-7434-9253-6
- The Next Generation - Q&A (2007), ISBN 1-4165-2741-9 (nominee, Best Speculative Fiction Novel, Scribe Awards)
- Klingon Empire - A Burning House (2008), ISBN 1-4165-5647-8
- A Gutted World in Myriad Universes - Echoes and Refractions (2008), ISBN 1-4165-7181-7
- A Singular Destiny (2009), ISBN 1-4165-9495-7 (nominee, Best Speculative Fiction Novel, Scribe Awards)

### Novel·les curtes, contes, còmics, etc. deStar Trek
- The Next Generation - Perchance to Dream (minisèrie de còmics de quatre números, amb il·lustracions de Peter Pachoumis i Lucian Rizzo, amb Scott Benefiel, febrer-maig de 2000) -- recopilat a Enemy Unseen (2001), ISBN 1-61377-131-2, juntament amb "The Killing Shadows" i "Embrace the Wolf"
- "Horn and Ivory" a Gateways: What Lay Beyond (2002), ISBN 0-7434-5683-1
- "Broken Oaths" a Deep Space Nine - Prophecy and Change (2003), ISBN 0-7434-7073-7
- "Revelations" a New Frontier - No Limits (2003), ISBN 0-7434-7707-3
- "The Ceremony of Innocence Is Drowned" a Tales of the Dominion War (2004), ISBN 0-7434-9171-8
- "loDnIpu' vavpu' je" ("Brothers and Fathers") a Tales from the Captain's Table (2005), ISBN 1-4165-0520-2
- "Letting Go" a Voyager - Distant Shores (2005), ISBN 0-7434-9253-6
- "Four Lights" a The Next Generation - The Sky's the Limit (2007), ISBN 0-7434-9255-2
- "Family Matters" a Mirror Universe - Shards and Shadows (2009), ISBN 1-4165-5850-0
- Alien Spotlight: Klingons: Four Thousand Throats... (llibre de còmics, dibuix de JK Woodward, 2009; guanyador, Best Single Issue of a Comic Book, TrekMovie.com) – recollit aAlien Spotlight Volume 2 (2010), ISBN 1-60010-612-9, juntament amb Q, Romulans, Tribbles, i Cardassians.
- "The Unhappy Ones" a Seven Deadly Sins (2010)
- Captain's Log: Jellico (llibre de còmic, dibuix de JK Woodward, 2010) – recollit a Captain's Log (2011), ISBN 1-60010-887-3, amb Sulu, Pike, i Harriman.
- The Klingon Art of War (2014), ISBN 1-4767-5739-9
- nombrosos capítols de Star Trek Adventures: Klingon Empire Core Rulebook (2020)
- Star Trek Adventures: Incident at Kraav III (amb Fred Love, 2022)
- "You Can't Buy Fate" in Star Trek Explorer #7 digital supplement (2023) – recollit a "The Mission" and Other Stories (2024)
- "The Kellidian Kidnapping" in Star Trek Explorer #8 (2023) – recollit a "A Year to the Day I Saw Myself Die" and Other Stories (2024)
- "Work Worth Doing" a Star Trek Explorer #9 (2023) – recollit a "A Year to the Day I Saw Myself Die" and Other Stories (2024)
- "Attempted Break-In" a Star Trek Explorer #11 digital supplement (2024)
- "The Sirius Snarl" a Star Trek Explorer #12 (2024)

### Star TrekeBooks
- S.C.E. (Starfleet Corps of Engineers) sèries (2000–2006)
  - Fatal Error (2000)
  - Cold Fusion (2001)
  - Invincible Books 1-2 (w/David Mack, 2001)
  - Gateways epíleg: Here There Be Monsters (2001)
  - War Stories Books 1-2 (2002)
  - Breakdowns (2003)
  - Security (2005)
  - What's Past Book 6: Many Splendors (2006)
- The Next Generation - Slings and Arrows Book 6: Enterprises of Great Pitch and Moment (2008)

### Novel·lesPrecinct
na història policial d'alta fantasia i la primera novel·la original de DeCandido
- Unicorn Precinct (2011), ISBN 978-1942990840, seqüela de Dragon Precinct
- Goblin Precinct (2012), ISBN 978-1942990864, seqüela de Unicorn Precinct
- Gryphon Precinct (2013), ISBN 978-1942990888, seqüela de Goblin Precinct
- Tales from Dragon Precinct (2013), ISBN 1942990901, col·lecció de contes
- Mermaid Precinct (2019), ISBN 978-1-942990-92-5, seqüela de Gryphon Precinct
- Phoenix Precinct (2022), ISBN 978-1956463170, seqüela de Mermaid Precinct
- Manticore Precinct (de propera publicació), seqüela de Phoenix Precinct
- More Tales from Dragon Precinct (de propera publicació), segona col·lecció de contes

### Contes dePrecinct
- "Getting the Chair" a Murder by Magic (2004; reimprès a Tales from Dragon Precinct, 2013), ISBN 0-446-67962-3
- "Crim passional" a Hear Them Roar (2006; reimprès a Tales from Dragon Precinct, 2013), ISBN 0-9773040-1-9
- "Arrest domiciliari" a Bad-Ass Faeries (2007; reimprès a Tales from Dragon Precinct, 2013 i The Best of Bad-Ass Faeries, 2017)
- "A Clean Getaway" a Pandora's Closet (2007; reimprès a Tales from Dragon Precinct, 2013)
- "Fire in the Hole" a Dragon's Lure (2010; reimprès a Tales from Dragon Precinct, 2013)
- "When the Magick Goes Away", finançat per Kickstarter (2012; reimprès a Tales from Dragon Precinct, 2013)
- "Catch and Release" a Tales from Dragon Precinct (2013)
- "Brotherly Love" a Tales from Dragon Precinct (2013)
- "Blood in the Water" a Tales from Dragon Precinct (2013)
- "Heroes Welcome" a Tales from Dragon Precinct (2013)
- "Gan Brightblade vs. Mitos the Mighty", finançat per Kickstarter (2014)
- "Baker's Dozen", finançat per Kickstarter (2017)
- "Chaos Theory" a la reedició de Gryphon Precinct (2018)
- "The Fall of Iaron", finançat per Kickstarter (2019)
- "The Midwinter of Our Discontent" a Release the Virgins! (2019)
- "Used to Be" a Across the Universe: Tales of Alternative Beatles (2019)
- "The Gorvangin Rampages", finançat per Indiegogo (2020)

### Altres novel·les
- Spider-Man: Venom's Wrath (escrit amb Jose R. Nieto, 1998), ISBN 0-425-16574-4
- Young Hercules: Cheiron's Warriors (1999), ISBN 0-671-03552-5
- Young Hercules: The Ares Alliance (1999), ISBN 0-671-03554-1
- Farscape: House of Cards (2001), ISBN 0-8125-6162-7
- Andromeda: Destruction of Illusions (2003), ISBN 0-7653-4407-6
- Spider-Man: Down These Mean Streets (2005), ISBN 1-4165-0968-2 (reprinted in Spider-Man: The Darkest Hours Omnibus, 2021, ISBN 1789096049
- World of Warcraft: Cycle of Hatred (2006), ISBN 0-7434-7136-9
- Buffy the Vampire Slayer: Blackout (2006), ISBN 1-4169-1917-1
- StarCraft Ghost: Nova (2006), ISBN 0-7434-7134-2
- Buffy the Vampire Slayer: The Deathless (2007), ISBN 1-4169-3630-0 (nominee, Best YA Novel, Scribe Awards)
- Command & Conquer: Tiberium Wars (2007), ISBN 0-345-49814-3
- Supernatural: Nevermore (2007), ISBN 0-06-137090-8
- CSI: NY: Four Walls (2008), ISBN 1-4165-1343-4
- Supernatural: Bone Key (2008), ISBN 0-06-143503-1
- Mack Bolan, Executioner: Code of Honor (under Don Pendleton's name, 2009), ISBN 0-373-64373-X
- Supernatural: Heart of the Dragon (2010) ISBN 1-84856-600-X
- Mack Bolan, Executioner: Deep Recon (sota el nom Don Pendleton, 2010)
- Dungeons & Dragons: Under a Crimson Sun (2011), ISBN 978-0-7869-5797-2
- Super City Police Department: The Case of the Claw (2011)
- The Scattered Earth: Guilt in Innocence (2011)
- Leverage: The Zoo Job (2013), ISBN 978-0-425-25384-7 (nominada, Best General Original Novel, Scribe Awards)
- Sleepy Hollow: Children of the Revolution (2014), ISBN 978-0553419009 (nominada, Best Speculative Original Novel, Scribe Awards)
- Stargate SG-1: Kali's Wrath (2016), ISBN 978-1905586752
- Marvel's Thor: Dueling with Giants (2015), Llibre 1 de la trilogia Tales of Asgard, ISBN 978-1772751970
- Marvel's Sif: Even Dragons Have Their Endings (2016), Llibre 2 de la trilogia Tales of Asgard, ISBN 978-1772752298
- Marvel's Warriors Three: Godhood's End (2017), Llibre 3 de la trilogia Tales of Asgard, ISBN 978-1772752052
- A Furnace Sealed (2019), Llibre 1 de les Aventures de Bram Gold, ISBN 978-1956463415
- To Hell and Regroup (amb David Sherman, 2020), ISBN 1942990464 Llibre 3 de la trilogia de Sherman "18th Race"
- Animal (amb Munish K. Batra, MD, FACS, 2021), ISBN 1680571613
- Feat of Clay (2024), Llibre 2 de les Aventures de Bram Gold, ISBN 978-1956463439
- Supernatural Crimes Unit Llibre 1: The Thin Blue Ley-Line (pròximament)

### Novelitzacions
- Gargantua (1998), ISBN 0-8125-7098-7 (com a K. Robert Andreassi)
- Buffy the Vampire Slayer: The Xander Years Volume 1 (1999), ISBN 0-671-02629-1
- Darkness Falls (2003), ISBN 0-7434-6632-2
- Resident Evil: Genesis (2004), ISBN 0-7434-9291-9
- Resident Evil: Apocalypse (2004), ISBN 0-7434-9349-4
- Serenity (2005), ISBN 1-4165-0755-8
- Resident Evil: Extinction (2007), ISBN 1-4165-4498-4
- Alien: Isolation, novel·lització del joc d'ordinador (2019), ISBN 1789093074

### Novel·les
- -30- (w/Steven Savile, 2012; reimpresa Without a License, 2015), part de la sèrie Viral
- Heroes Reborn: Save the Cheerleader, Destroy the World (2015; reimprès a Heroes Reborn Collection Two, 2016)
- Super City Cops: Avenging Amethyst (2016)
- Super City Cops: Undercover Blues (2017)
- Super City Cops: Secret Identities (2017)
- Systema Paradoxa: All-the-Way House (2021)

### Recopilacions de contes
- Ragnarok and Roll: Tales of Cassie Zukav, Weirdness Magnet (2013), ISBN 0-9860-0856-7
- Without a License: The Fantastic Worlds of Keith R.A. DeCandido (2015), ISBN 978-1-937051-76-1
- Ragnarok and a Hard Place: More Tales of Cassie Zukav, Weirdness Magnet (pròximament)

### Altres còmics
- Farscape: The Beginning of the End of the Beginning (coescrit amb Rockne S. O'Bannon, dibuix de Tommy Patterson, minisèrie de quatre números, desembre de 2008-abril de 2009)
- Farscape: Strange Detractors (coescrit amb O'Bannon, dibuix de Will Sliney, minisèrie de quatre números, abril-juliol de 2009)
- Farscape: D'Argo's Lament (il·lustració de Neil Edwards, minisèrie de quatre números, abril-juliol de 2009)
- Farscape: Gone and Back (coescrit amb O'Bannon, dibuix de Patterson, juliol-octubre de 2009)
- Farscape: D'Argo's Trial (dissenys de Caleb Cleveland, agost-novembre de 2009)
- Farscape (sèrie mensual, coescrita amb O'Bannon, dibuix de Sliney, novembre de 2009-octubre de 2011)
- Farscape: D'Argo's Quest (dissenys de Cleveland, desembre de 2009-març de 2010)
- StarCraft: Ghost Academy Volum 1 (manga, dibuix de Fernando Furukawa, 2010)
- Cars: Adventures of Tow Mater #1-4 (dissenys de Travis Hill, arc argumental de quatre números, agost-novembre de 2010)
- Kung Fu Panda: Tales of the Dragon Warrior #1 (art de Massimo Asaro, història de suport, 2013)
- Icarus (coescrit amb Gregory A. Wilson, art d'Áthila Fabbio, 2020)
- Resident Evil: Infinite Darkness—The Beginning (art de Carmelo Zagaria & Valentina Cuomo, minisèrie de cinc números, 2022-2023)
- Farscape 25th Anniversary Special (la història "The Hynerian Prisoner," art de Francesco Mortarino, pròximament)
- Animal (minisèrie de cinc números, adaptació de la novel·la de DeCandido i Munish K. Batra, art de JK Woodward, properament)

### Narrativa curta
- "An Evening in the Bronx with Venom" a The Ultimate Spider-Man (1994), ISBN 1-57297-103-7, amb John Gregory Betancourt
- "Improper Procedure" a The Ultimate Silver Surfer (1995), ISBN 1-57297-299-8
- "God Sins" a Magic: The Gathering: Distant Planes (1995), ISBN 0-06-105765-7
- "UNITed We Fall" a Doctor Who: Decalog 3: Consequences (1996), ISBN 0-426-20478-6
- "Arms and the Man" a Untold Tales of Spider-Man (1997), ISBN 1-57297-294-7
- "How You Can Prevent Forest Fires" a Urban Nightmares (1997; reimpresa a Ragnarok and Roll: Tales of Cassie Zukav, Weirdness Magnet, 2013), ISBN 0-671-87851-4
- "A Bone to Pick" a Did You Say Chicks?! (1997), ISBN 0-671-87867-0, amb Marina Frants
- "Playing It SAFE" a The Ultimate Hulk (1998), ISBN 0-425-16513-2
- "Diary of a False Man" a X-Men: Legends (2000), ISBN 0-425-17082-9
- "Raymond's Room" a Doctor Who: Missing Pieces (2001)
- "Recurring Character" a The Further Adventures of Xena: Warrior Princess (2001), ISBN 0-441-00852-6
- "A Vampire and a Vampire Hunter Walk Into a Bar" a Amazing Stories #608 (2005; reimpresa a The Town Drunk, 2006; reimpresa a Without a License, 2015)
- "Editorial Interference" a Circles in the Hair (2006; reimpresa a Without a License, 2015)
- "Sunday in the Park with Spot" a Furry Fantastic (2006; reimpresa a Without a License, 2015), ISBN 0-7564-0381-2
- "Life from Lifelessness" a Doctor Who: Short Trips: Destination Prague (2007)
- "Meiyo" on the Battlecorps.com web site (2008)
- "Three Sides to Every Story" a BattleTech: 25 Years of Art and Fiction (2009)
- "Letter from Guadalajara" a More Tales of Zorro (2011)
- "Under the King's Bridge" a Liar Liar: Short Stories from Members of the Liars Club (2011; reimpresa a Without a License, 2015)
- "Ragnarok and Roll" a Tales from the House Band Volum 1 (2011; reimpresa a Apocalypse 13, 2012, i a Ragnarok and Roll: Tales of Cassie Zukav, Weirdness Magnet, 2013)
- "The Ballad of Big Charlie" a V-Wars (2012; reimpresa a Without a License, 2015)
- "I Believe I'm Sinkin' Down" a Tales from the House Band Volum 2 (2012; reimpresa a Ragnarok and Roll: Tales of Cassie Zukav, Weirdness Magnet, 2013)
- "The Stone of the First High Pontiff" a Defending the Future: Best-Laid Plans (2013; reimpresa a Without a License, 2015)
- "Undine the Boardwalk" a Ragnarok and Roll: Tales of Cassie Zukav, Weirdness Magnet (2013; reimpresa a Bad-Ass Faeries: It's Elemental, 2014)
- "Love Over and Over" a Ragnarok and Roll: Tales of Cassie Zukav, Weirdness Magnet (2013)
- "Cayo Hueso Part 1: A Farewell to Cats" a Ragnarok and Roll: Tales of Cassie Zukav, Weirdness Magnet (2013)
- "Cayo Hueso Part 2: The Buck Stops Here" a Ragnarok and Roll: Tales of Cassie Zukav, Weirdness Magnet (2013)
- "Cayo Hueso Part 3: Twisting Fate" a Ragnarok and Roll: Tales of Cassie Zukav, Weirdness Magnet (2013)
- "God of Blunder" a Ragnarok and Roll: Tales of Cassie Zukav, Weirdness Magnet (2013)
- "Stone Cold Whodunit" a With Great Power (2014)
- "Fish Out of Water" a Out of Tune (2014),  un conte de Cassie Zukav, weirdness magnet
- "Time Keeps on Slippin'" a Stargate SG-1/Stargate Atlantis: Far Horizons (2014)
- "Down to the Waterline" a Buzzy Mag Online (2015) Plantilla:Usurped, un conte de Cassie Zukav, weirdness magnet
- "Partners in Crime" a Without a License: The Fantastic Worlds of Keith R.A. DeCandido (2015), ambientat al mateix univers de Dragon Precinct
- "Seven-Mile Race" in Without a License: The Fantastic Worlds of Keith R.A. DeCandido (2015), un conte de Cassie Zukav, weirdness magnet
- "Wild Bill Got Shot" a Without a License: The Fantastic Worlds of Keith R.A. DeCandido (2015)
- "Behold a White Tricycle" a Without a License: The Fantastic Worlds of Keith R.A. DeCandido (2015)
- "Back in El Paso My Life Will Be Worthless" a The X-Files: Trust No One (2015)
- "William Did It" a StoryOfTheMonthClub.com (2015; reimpresa a A Baker's Dozen of Magic, 2016), a tale of Cassie Zukav, weirdness magnet
- "Send in the Clones" a The Side of Good/The Side of Evil (2015)
- "Streets of Fire" a V-Wars: Night Terrors (2016)
- "We Seceded Where Others Failed" a Altered States of the Union (2016)
- "Right on, Sister!" a Limbus Inc. Book 3 (2016)
- "Identity" a Baker Street Irregulars (2017)
- "Deep Background" a Aliens: Bug Hunt (2017)
- "Behind the Wheel" a TV Gods: Summer Programming (2017), a tale of Cassie Zukav, weirdness magnet
- "Live and On the Scene" a Nights of the Living Dead (2017)
- "Ganbatte" a Joe Ledger: Unstoppable (2017; guanyador, Best Short Story, Scribe Awards)
- "Sun-Breaker" a Stargate SG-1/Atlantis: Homeworlds (2017)
- "Six Red Dragons" a Baker Street Irregulars, Volume 2 (2018)
- "House Hunting" a They Keep Killing Glenn (2018)
- "Rán for Your Life" a Unearthed (2019), a tale of Cassie Zukav, Weirdness Magnet
- "Alien Invasion of Earth!" a Thrilling Adventure Yarns (2019)
- "The Silent Dust" a Brave New Girls: Adventures of Gals & Gizmos (2019)
- "The Puzzle" a Footprints in the Stars (2019)
- "Materfamilias" a Bad Ass Moms (2020)
- "Journalistic Integrity" a Pangaea III: Redemption (2020)
- "Unguarded" a Horns and Halos (2021)
- "Ragnarok and a Hard Place," Indiegogo-supported (2021)
- ”In Earth and Sky and Sea Strange Things There Be” a Turning the Tied (2021)
- The Carpet’s Tale” a The Fans are Buried Tales (2022)
- ”What You Can Become Tomorrow” a Three Time Travelers Walk Into… (2022)
- ”History Lesson for Royal Puppies in the Castle Portrait Gallery” an Ludlow Charlington’s Doghouse (2022)
- ”The Light Shines in the Darkness” a Phenomenons: Every Human Creature (2022)
- ”Smells Like Teen Spirit” a Tales of Capes and Cowls (2022)
- ”A Lovely View” a Zorro’s Exploits (2022)
- ”The Rat’s Tail” a The Eye of Argon and the Further Adventures of Grignr (2022)
- ”Ticonderoga Beck and the Stalwart Squad” a Thrilling Adventure Yarns 2022 (2022)
- "This Little Light of Mine" a Phenomenons: Season of Darkness (2023)
- "Know Thyself Deathless" a Double Trouble: An Anthology of Two-Fisted Team-Ups (2023)
- "The Thick Blue Line" a Sherlock Holmes: Cases by Candlelight Volume 2 (2023)
- "Prezzo" a Weird Tales: 100 Years of Weird (2023)
- "What Do You Want From Me, I'm Old" a The Four ???? of the Apocalypse (2023)
- "Another Dead Body on the Corner" a Joe Ledger: Unbreakable (2023)
- "The Legend of Long-Ears" a The Good, the Bad, and the Uncanny: Tales of a Very Weird West (2023)
- "Progenitor" a A Cry of Hounds (2024)
- "Stop Dragon My Heart Around" a A Trove of Legacies (2024)
- "Blinded by the Light" a Phenomenons: The Wind and Fire (2024)
- "Death Row" a Sherlock Holmes: Cases by Candlelight Volume 3 (2024)
- "The Norwood Contractor" a Multiverse of Mystery (forthcoming)
- "A Scandal on 47th Street" a Sherlock Holmes: Eliminate the Impossible (forthcoming)

### Llibres de referència
- John Winchester Hardcover Ruled Journal (2017)
- Orphan Black: Classified Clone Report (2017)
- Poison Ivy Hardcover Ruled Journal (2018)
- Batman: Quotes from Gotham City (2019)